# (426) Гиппон
(426) Гиппон (426 Hippo по каталогу ЦМП) — довольно крупный астероид главного пояса.

## Открытие и название
Гиппон был открыт 25 августа 1897 года французским астрономом Огюстом Шарлуа в обсерватории Ниццы. При регистрации открытия объекту было присвоено обозначение 1897 DH.
Астероид был назван в честь древнего города Гиппона (лат. Hippo Regius) — столицы римской провинции Нумидия. Название утверждено в 1907 году.

## Орбитальные характеристики
Гиппон обращается во внешней части Главного пояса астероидов на среднем расстоянии в 2,888 а. е. (432,1 млн км) от Солнца. Его орбита обладает маленьким эксцентриситетом, равным 0,1031 и значительным наклонением в 19,48°. Таким образом, максимальное расстояние от Гиппона до Солнца составляет 3,186 а. е. (476,7 млн км), минимальное — 2,591 а. е. (387,6 млн км).
Период обращения Гиппона вокруг Солнца составляет 4,91 года (1793 суток). Его ближайшее прохождение перигелия состоится 12 марта 2013 года.
Абсолютная звёздная величина Гиппона составляет 8,42m. Его видимый блеск в течение синодического периода меняется в пределах 12,0-14,7m.

## Физические характеристики
Согласно данным, полученным в 1983 году с помощью космической обсерватории IRAS средний диаметр Гиппон равен 127,10±3,5 км, а альбедо — 0,0469±0,003. Исследование астероида в 2010 году посредством космического телескопа WISE, дало значение для её диаметра 115,952±1,166 км, а для альбедо — 0,0563±0,0061.
По классификациям Толена Гиппон принадлежит к спектральному классу F.
Исследование кривой блеска Гиппона, проведённое в обсерватории Харьковского университета в 1994 году показало, что он совершает оборот вокруг своей оси не менее, чем за 32 часа. Измерение периода вращения Гиппона, выполненное в 2005 году в обсерватории Карбанкл-Хилл (I00), дало значение 34,3±0,2 ч.